# Sân bay quốc tế Savannah/Hilton Head
Sân bay quốc tế Savannah / Hilton Head (mã IATA: SAV, mã ICAO: KSAV, mã FAA LID: SAV) là một sân bay hỗn hợp thương mại và quân sự ở Savannah, Georgia, Hoa Kỳ. Sân bay thuộc sở hữu của thành phố Savannah và quản lý bởi Ủy ban Sân bay Savannah, sân bay Savannah / Hilton Head quốc tế có cự ly 13 km về phía tây bắc của Khu vực lịch sử Savannah, trước đây của nó bao gồm Sân bay quốc tế Savannah, Travis Field và Chatham Field.  Nhà ga hành khách của sân bay có thể truy cập trực tiếp đến Xa lộ Liên tiểu bang 95 giữa Savannah và thành phố ngoại ô Pooler. Savannah / Hilton Head là sân bay thương mại chính của Savannah, khu vực Empire Empire ở phía đông nam Georgia và Lowcountry của South Carolina, nơi thị trấn nghỉ mát của Hilton Head chiếm khoảng 40% tổng lưu lượng hành khách của sân bay.
Có 2 ngôi mộ nằm trên đường băng số 10 do khi mở rộng sân bay Savannah/Hilton Head trong thế chiến 2, đơn vị quản lý sân bay đã gặp phải sự kháng cự quyết liệt của hậu duệ gia đình Dotson. Phần đất của gia đình Dotson nằm trong khu vực cần mở rộng có hơn 100 ngôi mộ, bao gồm những người nô lệ. Phần lớn những ngôi mộ khác đã được di dời đến nghĩa trang. Hậu duệ của gia đình Dotson tin rằng tổ tiên của họ không muốn rời bỏ vùng đất mà họ đã khai phá và canh tác. Họ khăng khăng giữ nguyên vị trí ngôi mộ của mẫu hệ và tộc trưởng. Do đó, người ta đổ nhựa xung quanh cho nó bằng phẳng với bề mặt  đường băng.  Đây là sân bay duy nhất trên thế giới có 2 ngôi mộ nằm giữa đường băng.

## Hãng hàng không và tuyến bay

### Hành khách
| Hãng hàng không      | Các điểm đến | Refs   |
| -------------------- | --- | ------ |
| Air Canada Express   | Theo mùa: Toronto–Pearson | [ 6 ]  |
| Allegiant Air        | Albany, Allentown, Baltimore, Cincinnati, Cleveland, Grand Rapids, Newark, Niagara Falls, Portsmouth, Providence Theo mùa: Columbus–Rickenbacker, Indianapolis, Louisville, Nashville, Pittsburgh | [ 9 ]  |
| American Airlines    | Charlotte, Dallas/Fort Worth | [ 10 ] |
| American Eagle       | Charlotte, Dallas/Fort Worth (resumes ngày 18 tháng 12 năm 2019), Miami, New York–LaGuardia, Philadelphia, Washington–National Theo mùa: Chicago–O'Hare                                           | [ 10 ] |
| Delta Air Lines      | Atlanta | [ 12 ] |
| Delta Connection     | Boston, New York–JFK, New York–LaGuardia Theo mùa: Detroit, Minneapolis/St. Paul | [ 12 ] |
| Frontier Airlines    | Theo mùa: Denver, Philadelphia | [ 13 ] |
| JetBlue              | Boston, New York–JFK | [ 14 ] |
| Sun Country Airlines | Theo mùa: Minneapolis/St. Paul | [ 15 ] |
| United Airlines      | Theo mùa: Chicago–O'Hare, Houston–Intercontinental, Newark, Washington–Dulles | [ 16 ] |
| United Express       | Chicago–O'Hare, Denver, Houston–Intercontinental, Newark, Washington–Dulles | [ 16 ] |

### Hàng hóa
| Hãng hàng không | Các điểm đến  |
| --------------- | ------------- |
| FedEx Express   | Memphis       |
| UPS Airlines    | Columbia (SC) |

### Thị phần hãng hàng không
| Hạng | Hãng                                                              | Số lượt khách | Thị phần |
| ---- | ----------------------------------------------------------------- | ------------- | -------- |
| 1    | Delta Air Lines                                                   | 790.000       | 28,27%   |
| 2    | PSA Airlines (American Eagle)                                     | 414.000       | 14,82%   |
| 3    | JetBlue                                                           | 279.000       | 10,00%   |
| 4    | Allegiant Air                                                     | 252.000       | 9,01%    |
| 5    | American                                                          | 261.000       | 9,32%    |
| 6    | Air Canada Express, Frontier, Sun Country, United, United Express | 798.000       | 28,57%   |

| Hạng | Hãng                                           | Số lượt khách | Thị phần           |
| ---- | ---------------------------------------------- | ------------- | ------------------ |
| 1    | Atlanta Hartsfield–Jackson International (ATL) | 388,670       | Delta              |
| 2    | Charlotte/Douglas International (CLT)          | 200.900       | American           |
| 3    | New York City Kennedy (JFK)                    | 124.380       | Delta, JetBlue     |
| 4    | Newark Liberty International (EWR)             | 83.770        | Allegiant, United  |
| 5    | Dallas/Fort Worth International (DFW)          | 78.830        | American           |
| 6    | Chicago O'Hare International (ORD)             | 74.050        | American, United   |
| 7    | Boston Logan International (BOS)               | 59.650        | Delta, JetBlue     |
| 8    | New York City LaGuardia (LGA)                  | 52.540        | American, Delta    |
| 9    | Philadelphia International (PHL)               | 53.190        | American, Frontier |
| 10   | Washington Dulles International (IAD)          | 46.230        | United             |